# Teodor (Biełkow)
Teodor, imię świeckie Aleksandr Michajłowicz Biełkow (ur. 9 maja 1960 w Dreźnie) – rosyjski biskup prawosławny.

## Życiorys
Jest synem wojskowego i absolwentem Akademii Wojskowo-Medycznej im. Kirowa w Petersburgu (1983). Do 1998 służył w służbach medycznych, odszedł do rezerwy w 1998 z powodu redukcji etatów w stopniu podpułkownika i podjął pracę lekarza-neuropatologa w poliklinice garnizonowej w Achtubińsku. W 2005, po ukończeniu szkoły duchownej w Wołgogradzie, przyjął święcenia diakońskie w cerkwi św. Michała Archanioła w Achtubińsku, z rąk arcybiskupa astrachańskiego Jonasza. 10 grudnia 2006 w soborze Zaśnięcia Matki Bożej w Astrachaniu został wyświęcony na kapłana i podjął służbę duszpasterską w cerkwi św. Michała Archanioła w Achtubińsku.
W 2010, w związku z chorobą rodziców, na własne życzenie został przeniesiony do pracy duszpasterskiej w eparchii czeboksarskiej. W 2011 ukończył seminarium duchowne w Niżnym Nowogrodzie. Od stycznia 2012 kierował wydziałem współpracy z siłami zbrojnymi i organami porządkowymi. 8 kwietnia 2012 złożył wieczyste śluby mnisze w monasterze Trójcy Świętej w Czeboksarach, przyjmując imię Teodor na cześć św. Fiodora Uszakowa. Służył w cerkwi Narodzenia Pańskiego w Czeboksarach.
4 października 2012 Święty Synod Rosyjskiego Kościoła Prawosławnego został nominowany na biskupa ałatyrskiego i porieckiego. W związku z tym został podniesiony do godności archimandryty. Jego chirotonia biskupia odbyła się 2 grudnia 2012 w soborze Chrystusa Zbawiciela w Moskwie z udziałem konsekratorów: patriarchy moskiewskiego i całej Rusi Cyryla, metropolitów sarańskiego i mordowskiego Warsonofiusza, wołokołamskiego Hilariona, wołgogradzkiego i kamyszyńskiego Hermana, czeboksarskiego i czuwaskiego Barnaby, arcybiskupów istrińskiego Arseniusza, ługańskiego i alczewskiego Mitrofana, suroskiego Elizeusza, biskupów druckiego Piotra, czyckiego i krasnokamieńskiego Eustachego, dmitrowskiego Teofilakta, bronnickiego Ignacego, sołniecznogorskiego Sergiusza, podolskiego Tichona, ardatowskiego i ariaszewskiego Beniamina, kanaskiego i jantikowskiego Stefana i emerytowanego biskupa wietłuskiego Arkadiusza.
W 2024 r. został przeniesiony na katedrę berdiańską i nadmorską.